# مانی (مجارستان)
مانی (به مجاری:  Mány) یک شهرداری در مجارستان است. مانی ۴۴٫۷۲ کیلومتر مربع مساحت و ۲٬۳۷۴ نفر جمعیت دارد.